# Brian Kerwin
Brian Kerwin (ur. 25 października 1949 w Chicago) – amerykański aktor.

## Życiorys

### Wczesne lata
Urodził się w Chicago w stanie Illinois. Ukończył studia na wydziale filmowym University of Southern California w Los Angeles oraz Lee Strasberg Theatre and Film Institute w Nowym Jorku.

### Kariera
Po raz pierwszy trafił na szklany ekran w operze mydlanej CBS Żar młodości (The Young and The Restless, 1976-77) jako Greg Foster. Potem grywał drugoplanowe role, m.in. w dramacie kryminalnym CBS Prawdziwy amerykański bohater (Real American Hero, 1978) z udziałem Briana Dennehy, Forresta Tuckera i Kena Howarda, telewizyjnej wersji szekspirowskiej sztuki Antoniusz i Kleopatra (Antony and Cleopatra, 1984) z Jamesem Avery, komediodramacie Romans Murphy’ego (Murphy's Romance, 1985) z Sally Field w roli bezwartościowego byłego męża, przygodowym filmie King Kong żyje (King Kong Lives, 1986) z Lindą Hamilton, dramacie CBS Bluegrass (1988) z Cheryl Ladd czy dramacie ABC Rywal (The Challenger, 1990) jako skazany astronauta kapitan Michael J. Smith.
W sitcomach NBC B.J. i Bear (B.J. and the Bear, 1979) i Pomysły szeryfa Lobo (The Misadventures of Sheriff Lobo, 1979-81) grał regularnie postać zastępcy szeryfa Claude’a Akinsa. W dramacie Jonathana Kaplana Pole miłości (Love Field, 1992) zagrał despotycznego męża Michelle Pfeiffer. Za rolę Charliego Banksa w operze mydlanej ABC Tylko jedno życie (One Life to Live, 2007-2011) zdobył trzykrotnie nominację do nagrody Emmy.
W 1988 otrzymał Theatre World Award za rolę Jona w off-Broadwayowskiej sztuce Emily. W 1989 wystąpił w roli Nicka w przedstawieniu Edwarda Albee Kto się boi Virginii Woolf? (Who’s Afraid of Virginia Woolf?) w Doolittle Theatre (Ricardo Montalbán Theatre) w Los Angeles. W 1997 wystąpił na Broadwayu w roli Oscara Hubbarda w przedstawieniu Lillian Hellman Lisie gniazdo. Grał także w spektaklu Edwarda Albee Koza, albo kim jest Sylwia? (The Goat or Who is Sylvia?) w Mark Taper Forum.

## Życie prywatne
2 września 1990 zawarł związek małżeński z producentką filmową Jeanne Marie Troy, z którą ma troje dzieci – dwóch synów: Finna (ur. 1992) i Brennana (ur. 1995) oraz córkę Matildę (ur. 1993). Jego żona Jeanne Marie Troy zmarła 11 lutego 2016.

## Filmografia

### Filmy
- 1978: Prawdziwy amerykański bohater (Real American Hero, TV) jako Til Johnson
- 1982: Tragedia Króla Leara (The Tragedy of King Lear) jako król Francji
- 1984: Antoniusz i Kleopatra (Antony and Cleopatra, TV) jako Eros
- 1985: Romans Murphy’ego (Murphy's Romance) jako Bobby Jack Moriarty
- 1986: King Kong żyje (King Kong Lives) jako Hank Mitchell
- 1988: Bluegrass (TV) jako Dancy Cutler
- 1988: Trylogia miłosna (Torch Song Trilogy) jako Ed Reese
- 1991: Niespełnione obietnice (Hard Promises) jako Walt
- 1991: Zamienione przy urodzeniu (Switched at Birth, TV) jako Robert Mays
- 1992: Pole miłości (Love Field) jako Ray Hallett
- 1992: Wbrew jej woli (Against Her Will: An Incident in Baltimore, TV) jako Jack Adkins
- 1995: Poszukiwacze złota (Gold Diggers: The Secret of Bear Mountain) jako Matt Hollinger
- 1996: Jack jako Brian Powell
- 1997: Zjazd (The Myth of Fingerprints) jako Elliot
- 1997: Zazdrośnik (Mr. Jealousy) jako Stephen
- 1997: Flash (TV) jako David Strong
- 2000: Wspólny mianownik (Common Ground) jako
- 2004: Zemsta kobiety w średnim wieku (Revenge of the Middle-Aged Woman) jako Nathan Lloyd
- 2008: 27 sukienek (27 Dresses) jako Hal
- 2011: Służące (The Help) jako Robert Phelan

### Seriale
- 1976–77: Żar młodości (The Young and The Restless) jako Greg Foster #2
- 1977: Ucieczka Logana (Logan's Run) jako Patrick
- 1978: David Cassidy - Man Undercover jako Ernie
- 1979: B.J. i Bear (B.J. and the Bear) jako zastępca Birdwell 'Birdie' Hawkins
- 1979: Rodzina Chisholmów (The Chisholms) jako Gideon Chisholm
- 1979–81: Pomysły szeryfa Lobo (The Misadventures of Sheriff Lobo) jako zastępca Birdwell 'Birdie' Hawkins
- 1980: Statek miłości (The Love Boat) jako Ted Lawrence
- 1981: Statek miłości (The Love Boat) jako Hank Austin
- 1982: W imię honoru (The Blue and the Gray) jako Malachy Hale
- 1984: Autostrada do nieba (Highway to Heaven) jako Barry Rudd
- 1984: Simon i Simon (Simon & Simon) jako Taylor Martin / Slack Reynolds
- 1984: Napisała: Morderstwo (Murder, She Wrote) jako Andy Townsend
- 1986: St. Elsewhere jako Terence O’Casey
- 1987: Great Performances jako Hal Graham
- 1989: Autostopowicz (The Hitchhiker) jako doktor Winters
- 1990: Opowieści z krypty (Tales from the Crypt) jako Donald
- 1990: Roseanne jako Gary Hall
- 1998: Fatalny rewolwer (Dead Man’s Gun) jako Teddy Boyd / Joe Wheeler
- 1999–2001: Rekiny i płotki (Beggars and Choopers) jako Rob Malone
- 2001: Prawo i porządek: sekcja specjalna (Law & Order: Special Victims Unit) jako Evan Ramsey
- 2002: Prawo i bezprawie (Law & Order: Trial by Jury) jako Evan Ramsey
- 2001: Frasier jako Bob
- 2002: Prawo i bezprawie (Law & Order: Trial by Jury) jako Ted Weldon
- 2002: Życie przede wszystkim (Strong Medicine) jako Leslie Campbell
- 2002: Prawo i bezprawie (Law & Order: Trial by Jury) jako Stanley Billings
- 2002–2011: Tylko jedno życie (One Life to Live) jako Charlie Banks
- 2003: Prawo i porządek: sekcja specjalna (Law & Order: Special Victims Unit) jako Stanley Billings
- 2003: Życie przede wszystkim (Strong Medicine) jako Les Campbell
- 2004: Prezydencki poker (The West Wing) jako Ben Dryer
- 2004: Orły z Bostonu (Boston Legal) jako Jack Fleming
- 2005: Chirurdzy (Grey’s Anatomy) jako Holden McKee
- 2005: Bez skazy (Nip/Tuck) jako Eugene Alderman
- 2006: Krok od domu (Close to Home) jako Lee Towers
- 2006: Gotowe na wszystko (Desperate Housewives) jako Harvey Bigsby
- 2006: Bez śladu (Without a Trace) jako Randall Parker
- 2006: Detektyw Monk (Monk) jako Ben Glazer
- 2007: Trzy na jednego (Big Love) jako Eddie
- 2012: Lista klientów (The Client List) jako Garrett Landry
- 2013: Zaprzysiężeni (Blue Bloods) jako Pete Seabrook
- 2019: Madam Secretary jako zastępca sekretarki Steven Bailey
- 2021: Prawo i porządek: sekcja specjalna (Law & Order: Special Victims Unit) jako Roger Murray